# Spodoptera frugiperda
A lagarta-do-cartucho (nome científico: Spodoptera frugiperda, do grego Spodo, cinza de madeira + ptera, asas e frugi, fruta + perda, perdida) é uma espécie de mariposa da ordem Lepidoptera, família Noctuidae, muito conhecida como uma das principais pragas agrícolas de importância econômica atacando culturas agrícolas e cultivares, como o milho (Zea mays), a soja (Glycine max) e o algodão (Gossypium spp.), dentre muitas outras plantações. As lagartas recém-eclodidas raspam a superfície das folhas e depois alojam-se no cartucho, de onde pode-se observar seus excrementos. Causa danos expressivos, principalmente por atingirem o florescimento ao ao destruírem o cartucho das plantas. Seu epíteto científico provém da capacidade destrutiva da espécie, onde frugiperda vem do Latim para "fruta perdida".
As mariposas adultas medem entre 32 e 40 mm de envergadura, apresentando asas dianteiras castanho-acinzentadas e as posteriores brancas. Apresentam um discreto dimorfismo sexual, em que os machos apresentam desenhos mais marcados nas asas e uma mancha branca marcante nas asas anteriores. Com relação às lagartas, a coloração pode variar consideravelmente de acordo com as condições ambientais e linhagens, mas geralmente as recém-eclodidas apresentam uma cabeça escura contrastando com um corpo bem claro, e os estádios maiores apresentam-se mais escuros, em geral amarronzados com linhas brancas, podendo desenvolver manchas escuras e algumas pintas. Foram registrados 6 diferentes ínstares larvais para esta espécie.
Esta espécie apresenta, hoje, uma ampla distribuição geográfica. São particularmente prevalentes nas Américas, em zonas mais quentes. Não são capazes de persistir em localidades em que a temperatura baixe além de 0°C. No entanto, os adultos são capazes de voar longas distâncias em movimentos migratórios, a exemplo de chegarem ao Canadá a partir do sul dos EUA, quando não encontram recursos alimentares suficientes. Foram detectadas pela primeira vez no continente Africano em 2016, onde estão causando danos consideráveis no cultivo de milho. Lá, estão presentes em cerca de 28 diferentes países, difundindo-se rapidamente. Mais recentemente, em 2018 foram detectadas no sul da Índia e, em início de 2019, na China.